# Aulacephala hervei
Aulacephala hervei är en tvåvingeart som beskrevs av Joseph Charles Bequaert 1922. Aulacephala hervei ingår i släktet Aulacephala och familjen parasitflugor. Inga underarter finns listade i Catalogue of Life.